# Björn Jernsida de Danemark
Björn Haraldsen Jernsida (Côte de Fer) était un prince danois mort en 1134.

## Biographie
Fils légitime d'Harald Kesja de Danemark et de Ragnhild, fille de Magnus III de Norvège, il épouse la princesse Catherine de Suède (Katarina), fille du roi Inge Ier l'Ancien. Il périt avec son frère Éric Haraldsen  lors d'un naufrage ou tués par Eric Emune. 
Sa fille unique Christine (Kristina) fut l'épouse d'Éric IX de Suède, futur saint Éric (Erik den Heilig)C'est vraisemblablement sur cette union que ce dernier s'appuyait pour revendiquer le trône contre la famille de Sverker Ier de Suède.